# Alessandro Schiesaro

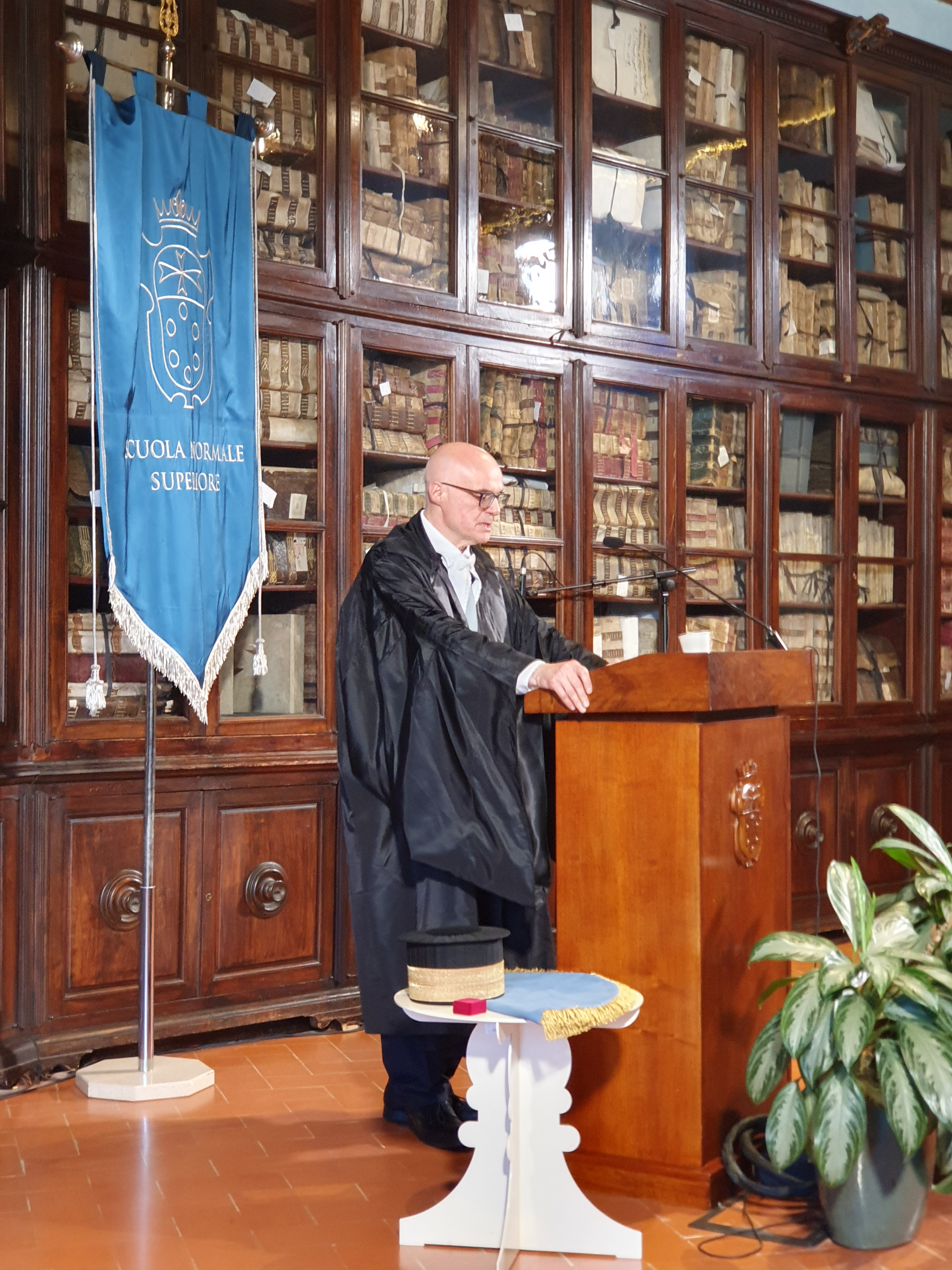
Alessandro Schiesaro (2025)

Alessandro Schiesaro (* 1963 in Savona) ist ein italienischer Altphilologe.

## Leben
Nach dem Studium an der Scuola Normale Superiore in Pisa, in Berkeley und in Oxford hat Schiesaro von 1989 bis 1996 in den Vereinigten Staaten unterrichtet, zunächst als Assistant Professor of Classics and Comparative Literature an der University of Wisconsin–Madison, dann als Ordinarius und Director of Graduate Studies in Classics an der Universität Princeton. Im Jahr 1995 wurde er auf den Lehrstuhl für lateinische Literatur im Department of Classics des King’s College London berufen. Seit 2006 hatte er den Lehrstuhl für lateinische Literatur an der Universität Rom-Sapienza inne und war Begründer der Scuola Superiore di Studi Avanzati. Seit 2016 war er Professor für Classics sowie Head der School of Arts, Languages and Cultures an der Universität Manchester. Seit 2021 hat er den Lehrstuhl für lateinische Literatur an der Scuola Normale Superiore, wo er seit 2022 stellvertretender Direktor und seit 2025 als Nachfolger von Luigi Ambrosio Direktor ist.
Schiesaro zählt zum Kreis der Schüler um Gian Biagio Conte und gehört dem wissenschaftlichen Beirat der Fachzeitschriften Studi Italiani di Filologia Classica und Dictynna. Revue de poétique latine an. Seit 2000 ist er auch freier Mitarbeiter der Zeitung Il Sole 24 Ore.
Zudem berät Schiesaro Politiker in wissenschaftspolitischen Fragen, zunächst solche des Partito Democratico wie Luciano Modica, aber auch die dem Popolo della Libertà angehörende Ministerin Mariastella Gelmini im vierten Kabinett Silvio Berlusconis.
2016 wurde Schiesaro zum Mitglied der Academia Europaea gewählt.

## Forschungsschwerpunkte
Schiesaro arbeitet hauptsächlich zur klassischen lateinischen Dichtung (Lukrez, Vergil, Ovid, zu den Tragödien Senecas) und zum lateinischen Roman des Apuleius, aber etwa auch zu Giacomo Leopardi. Geprägt sind seine Arbeiten sowohl von einem literaturtheoretischen Interesse (insbesondere an der Intertextualitätstheorie) als auch von einer kulturwissenschaftlichen Perspektive.

## Schriften
Monographien
- Simulacrum et imago. Gli argomenti analogici nel de rerum natura. Pisa 1990. – Rezension von C. D. N. Costa, The Classical Review, New Series, 41, 1991, 481–482.
- The passions in play: Thyestes and the dynamics of Senecan drama. Cambridge University Press, Cambridge, England 2003, ISBN 0-521-81801-X. – Rezension von George W. M. Harrison, in: Bryn Mawr Classical Review 2004.07.37.

Herausgeberschaften
- (Hrsg., mit P. Mitsis, J. Strauss Clay): Mega Nepios. Il destinatario nell’epos didascalico. The Addressee in Didactic Epic. Giardini, Pisa, 1994 (Materiali e discussioni per l’analisi dei testi classici, Bd. 31), ISSN 0392-6338. – Rezension von: Michele Lowrie, in: Bryn Mawr Classical Review 95.06.13.
- Thomas N. Habinek (Hrsg.): The Roman cultural revolution. Cambridge University Press, Cambridge, U.K. 1997, ISBN 0-521-58092-7 (eingeschränkte Vorschau in der Google-Buchsuche [abgerufen am 15. September 2010]).

Artikel und Beiträge
- L’infinito in versi, Einleitung zu: Lucrezio, La natura delle cose. Torino 2003.
- La nostalgia dell’impossibile, Einleitung zu: Virgilio, Eneide. Roma 2003.
- Ovid and the professional discourses of scholarship, religion, rhetoric. In: Philip R. Hardie (Hrsg.): The Cambridge companion to Ovid. Cambridge University Press, Cambridge, U.K. 2002, ISBN 0-521-77528-0 (eingeschränkte Vorschau in der Google-Buchsuche [abgerufen am 15. September 2010]).
- Virgil in Bloomsbury, in: Proceedings of the Virgil Society 24, 2001, 31–47.
- Dissimulazioni giambiche nell’Ibis, in: Giornate Filologiche F. Della Corte. Genova 2001, 125–136.
- Estetica della tirannia, in: Seneca e il suo tempo. Roma 2000, 135–159.
- Bere tranquilli: Seneca, Tieste 452 (e Fedra 208), in: RFIC 127, 1999, 197–205.